# Oshane Nation
Oshane Nation (* 10. Januar 1991) ist ein jamaikanischer Fußballschiedsrichter.
Seit 2018 ist er FIFA-Schiedsrichter und leitet internationale Fußballspiele.
Nation wurde bislang bei zwei CONCACAF Gold Cups eingesetzt. Er leitete ein Gruppenspiel beim Gold Cup 2021 sowie zwei Gruppenspiele beim Gold Cup 2023.
Bei der U-20-Weltmeisterschaft 2023 in Argentinien pfiff Nation zwei Gruppenspiele und ein Achtelfinale.
Zudem leitete Nation Spiele in der CONCACAF Champions League (vier Partien), in der CONCACAF Nations League, in der CONCACAF League, bei der CONCACAF U-20-Meisterschaft 2022 in Honduras (zwei Gruppenspiele und ein Viertelfinale), in der CONCACAF-Qualifikation für die Weltmeisterschaft 2022 in Katar (vier Spiele) sowie Freundschaftsspiele.